# U Vandaag
U Vandaag is het regionale nieuwsmagazine van RTV Utrecht en bestaat sinds 18 april 2005. Het belicht dagelijks nieuws en achtergronden in de provincie Utrecht.

## Nieuwsmagazine
Het nieuwsmagazine heeft sinds 2013 twee edities (een korte om 12.10 en een lange om 17.00 uur). Tussen 2009 en 2013 waren er meerdere ochtend- en middagedities.
In 2012 is U Vandaag vernieuwd. Er kwam een nieuw decor en de dagen kregen een thema. Zo gaat het maandag over sport, dinsdag over politiek, woensdag over misdaad, donderdag over gezondheid en vrijdag over cultuur. Bovendien werden meerdere nieuwe programma-onderdelen geïntroduceerd. Zo wordt voortaan ook Utrechts nieuws uit andere media behandeld en mogen kijkers aan het einde van de uitzending kiezen uit drie mogelijke reportages. Het onderwerp dat via internet de meeste stemmen verzamelt, wordt de volgende dag gemaakt en uitgezonden.
De doordeweekse avondeditie wordt in twee duo's gepresenteerd: Rob van Dijk en Eva Brouwer, afgewisseld door Riks Ozinga en Mari Carmen Oudendijk.
Op zaterdag is er een weekoverzicht genaamd U Online. Social Media redacteuren Bart Rutten en Sabine van der Giessen behandelen dan met de presentator het belangrijkste nieuws van de week op sociale media. In het weekend is er vanaf 17.00 uur een korte editie van U Vandaag. Op zaterdag en zondag zijn naast de genoemde presentatoren ook Marco Geijtenbeek, Nadya Sewradj, Anita Nederlof en Hanneke van Zessen te zien.

## Oud-presentatoren
Annette Barlo, Marielle Bakker, Evelien de Bruijn, Sofie van den Enk, Marjolein Heijen, Sacharko Broere, Conny Kraaijeveld, Hilde Kuiper, Désirée Latenstein, Suzanne Lesquillier, Rozemarijn Moggré, Sanne Staarink, Maarten Steendam, Annechien Steenhuizen en Marc Veeningen hebben in het verleden  U Vandaag gepresenteerd.